# М'ята яблучна
М'ята яблучна (Mentha × rotundifolia) — міжвидовий гібрид м'яти духмяної і довголистої з роду м'ята родини глухокропивові. Інші назви «м'ята круглолисна», «м'ята єгипетська», «м'ята золота», «дикий бальзам», «кондитерська м'ята».

## Опис
Сягає висоти 0,4-2 м і має пагони як над, так і під землею. Стебла, листя і чашечки досить м'які на дотик, з тонким білястим відтінком. Листя широкі та зморшкуваті. Середні, майже сидячі листя на стеблі завдовжки 3-9 см.
Квітне з липня по вересень дрібними бузковими квітками, які складаються з тісно розташованих вінків. Плід за формою нагадує горішок, чотиричастинний розщеплений, досить дрібний (вагою менше 1 г). Листя має яблучний запах, звідки походить назва рослини.
Всі органи рослини, за винятком кореневої системи, містять корисні речовини — ментол і ефірні олії.
Наділена ніжним смаком і ароматом, які не супроводжуються відчуттям холоду. Смак без гіркоти навіть після нагрівання, на відміну від більшості інших видів м'яти.

## Розповсюдження
Ймовірно, походить з Єгипту і Малої Азії. Поширилося в Південній і Середній Європі, зустрічається в Закавказзі. Воліє до вологого, насиченого поживними речовинами ґрунту на греблях, узбіччях доріг та ровах.

## Застосування
Використовують цю м'яту для приготування солодких страв (компоти, киселі, желе, варення), додають в начинку для пирогів і інших кондитерських виробів, а також в соуси, чай і квас. Нею ароматизують страви з яловичини, свинини і баранини. Фруктові салати, до складу яких входить ця рослина, мають чудовий смак і аромат.